# Улица Карла Маркса (Курск)
У́лица Ка́рла Ма́ркса — улица в Центральном округе города Курска. Улица проходит с юга на север: от площади Перекальского до границы города по трассе Москва — Симферополь; имеет протяжённость 5,2 км. Название присвоено в 1918 году бывшей улице 1-й Шоссейной в честь основоположника научного коммунизма, деятеля международного рабочего движения Карла Маркса (1848—1883). Одновременно с переименованием в 1918 году в состав улицы Карла Маркса была также включена Романовская улица, которая в настоящее время соответствует участку современной улицы Карла Маркса от пересечения с Никитской улицей на север. До 1905 года улица 1-я Шоссейная носила название Шоссейная улица.

### По нечётной стороне

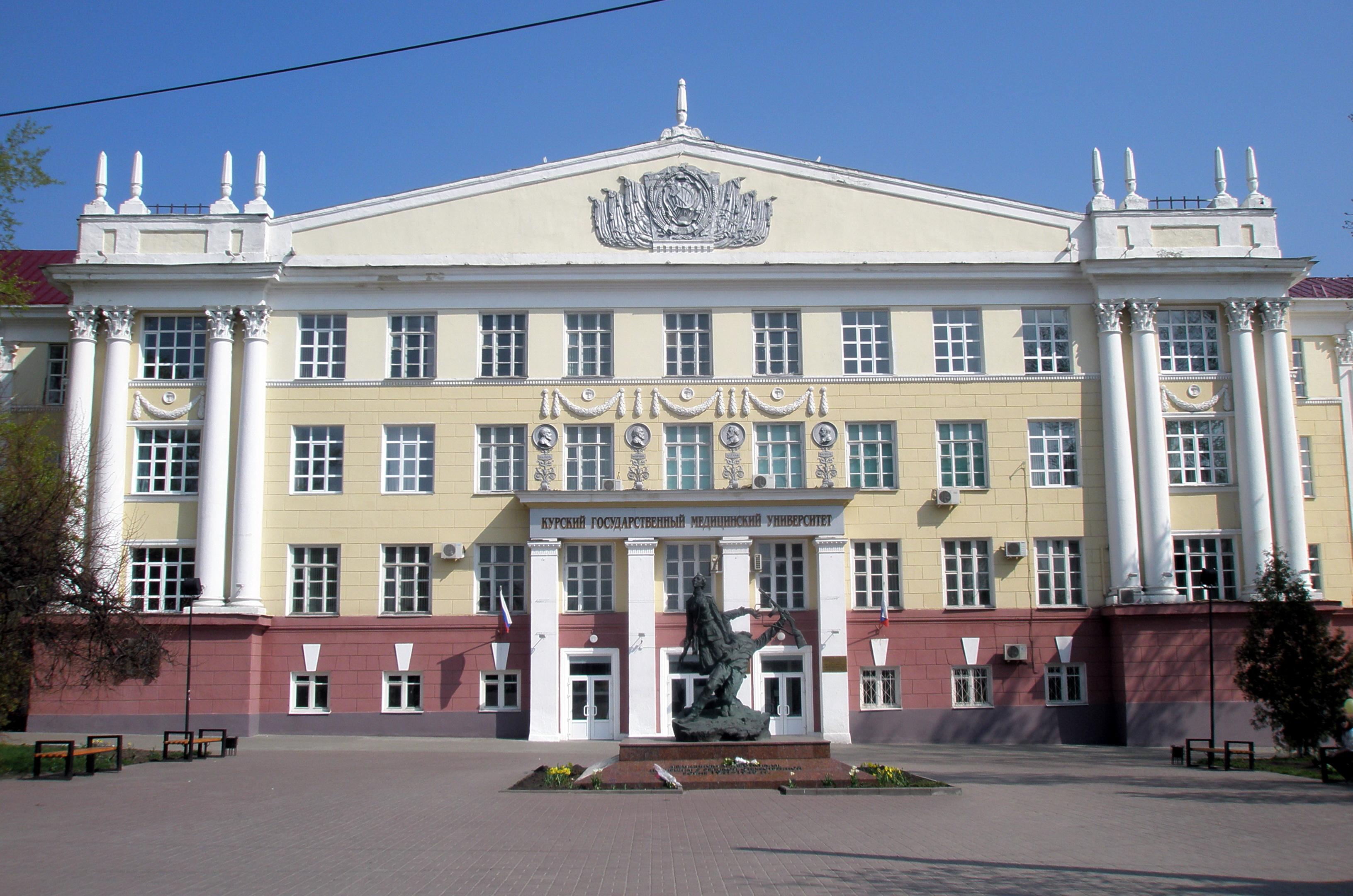
Курский государственный медицинский университет (ул. Карла Маркса, 3)

## Примечательные здания и сооружения

### По чётной стороне

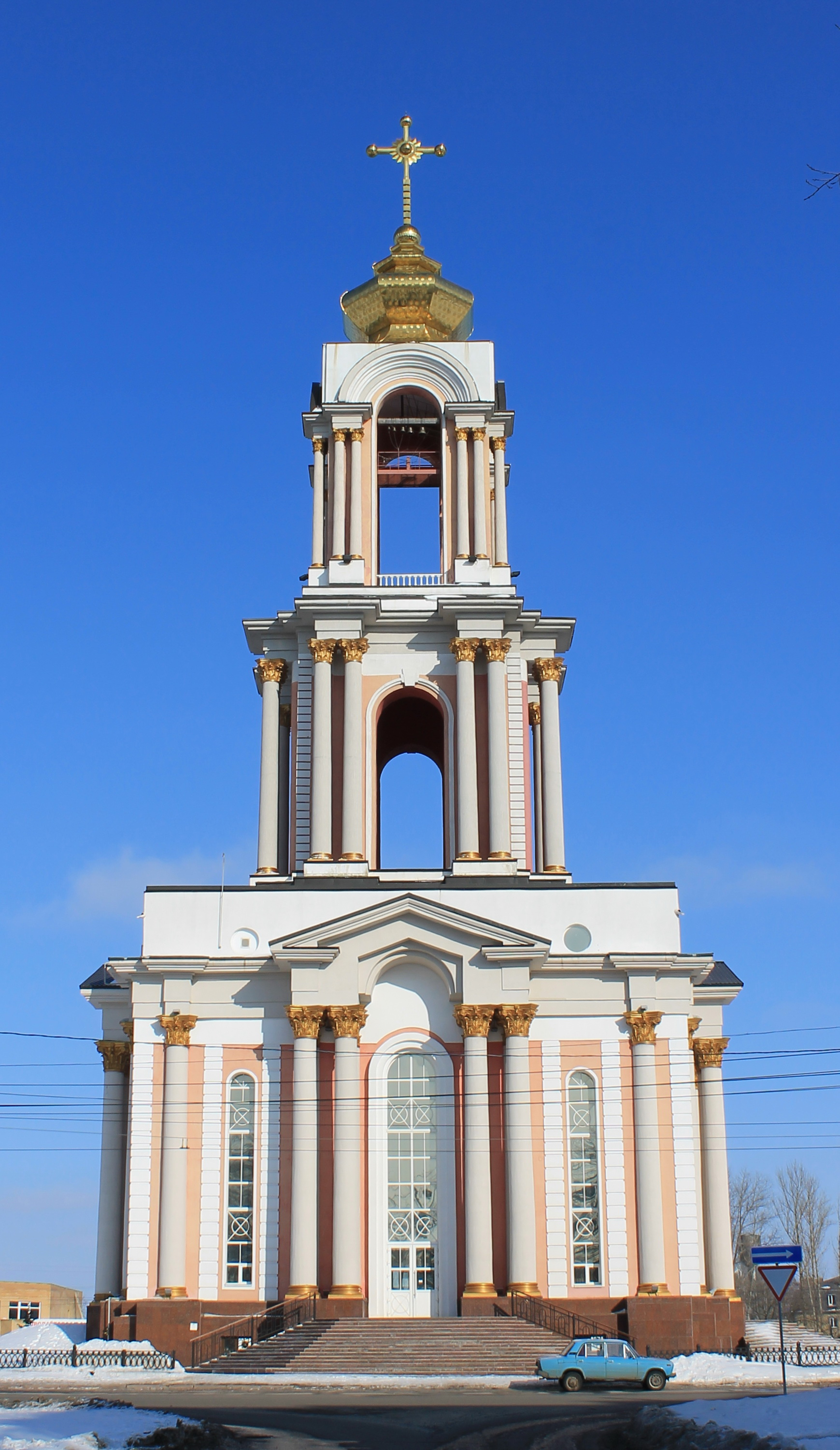
Курский государственный медицинский университет (ул. Карла Маркса, 76-б)

#### Храм великомученика Георгия Победоносца (№ 76-б)
Трёхъярусный православный храм, входящий в состав мемориального комплекса «Курская дуга». Задумывался как памятник погибшим в боях на Курской дуге воинам, заложен в 1998 году в 55-ю годовщину Курской битвы. Строительство по проекту курских архитекторов Валерия Михайлова и Павла Пахомова окончено в 2008 году, освящение храма состоялось 5 октября 2008 года. Храм представляет собой церковь-колокольню общей высотой около 47 метров, выстроен из монолитного железобетона, при строительстве использованы декоративные элементы композитного классического ордера со сложной пластикой стен и выступающих на их фоне колонн и портиков. Высокий цоколь здания отделан тёмно-коричневыми гранитными плитами. Храм венчает золочёный купол в виде короны.